# Памятник труженикам тыла (Уфа)
Памятник труженикам тыла — памятник в городе Уфе Республики Башкортостан.

## История
8 октября 2015 года в уфимском парке Победы, расположенном в городском районе Черниковка, состоялась торжественная церемония открытия монумента труженикам, состоявшаяся в год 70-летия Победы в Великой Отечественной войне. Участников митинга поприветствовал Глава Республики Башкортостан Рустэм Хамитов.
Предложение о создании такого памятника поступило в Правительство Республики Башкортостан ещё в 2013 году от республиканской общественной организации ветеранов войны, труда, вооруженных сил и правоохранительных органов. Министерством культуры Башкортостана был проведен открытый конкурс на лучший проект — лучшим был признан проект скульптора, народного художника России Андрея Ковальчука. Администрация городского округа Уфа осуществляла координацию работ на всех этапах строительства монумента. Монумент сооружен за счет внебюджетных средств. Около него проводятся различные торжественные мероприятия.

## Описание
Композиционно монумент составляют несколько основных элементов: скульптурная группа из семи бронзовых фигур на массивном основании, символизирующая главные профессии тружеников тыла — нефтяник, сталевар, женщина-хлебороб со своей маленькой дочерью, пожилой рабочий за станком со своим внуком-помощником, а также швея с шинелью на руках; фоном композиции стала стела (в виде усечённой прямоугольной пирамиды) с барельефом, где изображена продукция, которую Башкирия отправляла на фронт в годы Великой Отечественной войны — авиационные двигатели, сталь, нефть, продовольствие. В верхней части стелы расположен орден Победы. Этот памятник — самый большой в стране, посвященный тылу: высота его стелы составляет восемь метров. Постамент памятника и стела облицованы плитами из красно-коричневого гранита.